# Бай, Логан
Логан Бай (англ. Logan Bye; род. 2 марта 1998, Колорадо-Спрингс, США) — американский фигурист, выступающий в танцах на льду с Эвой Пейт. Они — победители турнира серии «Челленджер» Autumn Classic International (2023).
По состоянию на 2 мая 2024 года танцевальная пара занимает 29-е место в рейтинге Международного союза конькобежцев (ИСУ).

## Биография
Логан Бай родился 2 марта 1998 года в Колорадо-Спрингс. В 2012 году он переехал в Портленд а два года спустя в Мичиган. У него есть младшая сестра по имени Джессика.  В мае 2021 года он окончил Мичиганский университет в Анн-Арборе, получив степень магистра биомедицинской инженерии. 18 мая 2024 года они поженились.
Логан начал встречаться с Эвой Пейт в декабре 2018 года, прежде чем стать партнёрами на льду. Они обручились в августе 2022 года.

## Карьера

### Ранние годы
Логан начал учиться кататься на коньках в 2001 году.
Логан Бай и Хлоя Льюис встретились в феврале 2010 года на катке в Сан-Вэлли и начали вместе тренироваться в августе 2010 года. Поскольку они жили в разных городах, в течение первых двух сезонов они тренировались полмесяца вместе и половину порознь. В сезоне 2010–11 они прошли квалификацию для участия в  уровне "intermediate" на чемпионате США среди юниоров, где заняли шестое место.
Льюис и Бай заняли четвертое место среди новисов на чемпионате США 2012 года. Они начали регулярно тренироваться вместе после того, как Бай переехал в Бивертон осенью 2012 года. В 2013 году они стали чемпионами США среди новисов.
В сезоне 2013–14 Льюиса и Байя тренировались у Икаика Янга в Портленде, Джуди Блумберг из Сан-Вэлли и у Игоря Шпильбанда в Нови. Они дебютировали на юниорских этапах Гран-при, став пятыми в Мексике и одиннадцатыми в Чехии. Льюис и Бай завершили сезон на юниорском чемпионате США 2014 года, где заняли шестое место.
С следующем сезоне Льюис и Бай тренировались у Шпильбанд и Блумберг в Нови. Получив только один юниорский Гран-при в этом сезоне, они финишировали пятыми во Франции, а затем стали седьмыми на юниорском чемпионате США.

### 2015/2016: медаль на юношеских Олимпийских играх
Хлою и Логана тренировал исключительно Шпильбанд перед своим третьим международным юниорским сезоном. Опять же, получив два назначения на юниорский Гран-при, Льюис и Бай заняли пятое место как в Испании, так и в США.
В январе 2016 года Льюис и Бай заняли шестое место на юниорском чемпионате США. В результате этого они были выбраны в сборную США в качестве единственного американского участника на зимних юношеских Олимпийских играх, которые прошли в норвежском Хамаре. Заняв третье место в коротком танце и второе в произвольном танце, они завоевали серебряные медали. Позже Бай сказал, что «быть здесь — это большая честь, и получить медаль, это определённо  вдохновляет нас, зная, что вся наша работа в этом сезоне окупилась».

### 2016/2017
Льюис и Бай финишировали шестыми на юниорском Гран-при в Чехии. Затем они соревновались в Эстонии, где, несмотря на трудности в коротком танце, выиграли бронзовую медаль.
На юниорском чемпионате США Хлоя и Логан заняли четвёртое место, выиграв олово.

### 2017/2018: бронза юниорского чемпионата США, поездка на юниорский чемпионат мира, распад

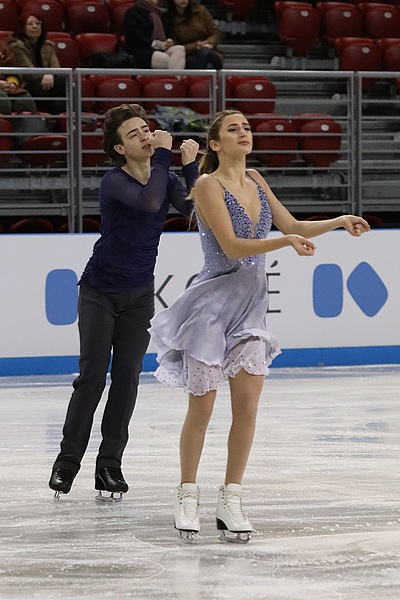
Хлоя и Логан на юниорском чемпионате мира

В своём последнем сезоне на юниорском Гран-при Льюис и Бай финишировали пятыми в Австралии и в Италии.
Хлоя и Логан завоевали бронзовую медаль на юниорском чемпионате США. Благодаря тому, что они финишировали в тройке лучших, они были включены в американскую команду на чемпионат мира среди юниоров в Софии, где заняли седьмое место.
Хотя изначально пара намеревалась продолжить и запланировала программы на следующий сезон, Льюис начала чувствовать себя «очень утомлённой» тренировками и в конечном итоге решила уйти из фигурного катания.

### 2019/2020: первый совместный сезон с Эвой Пейт

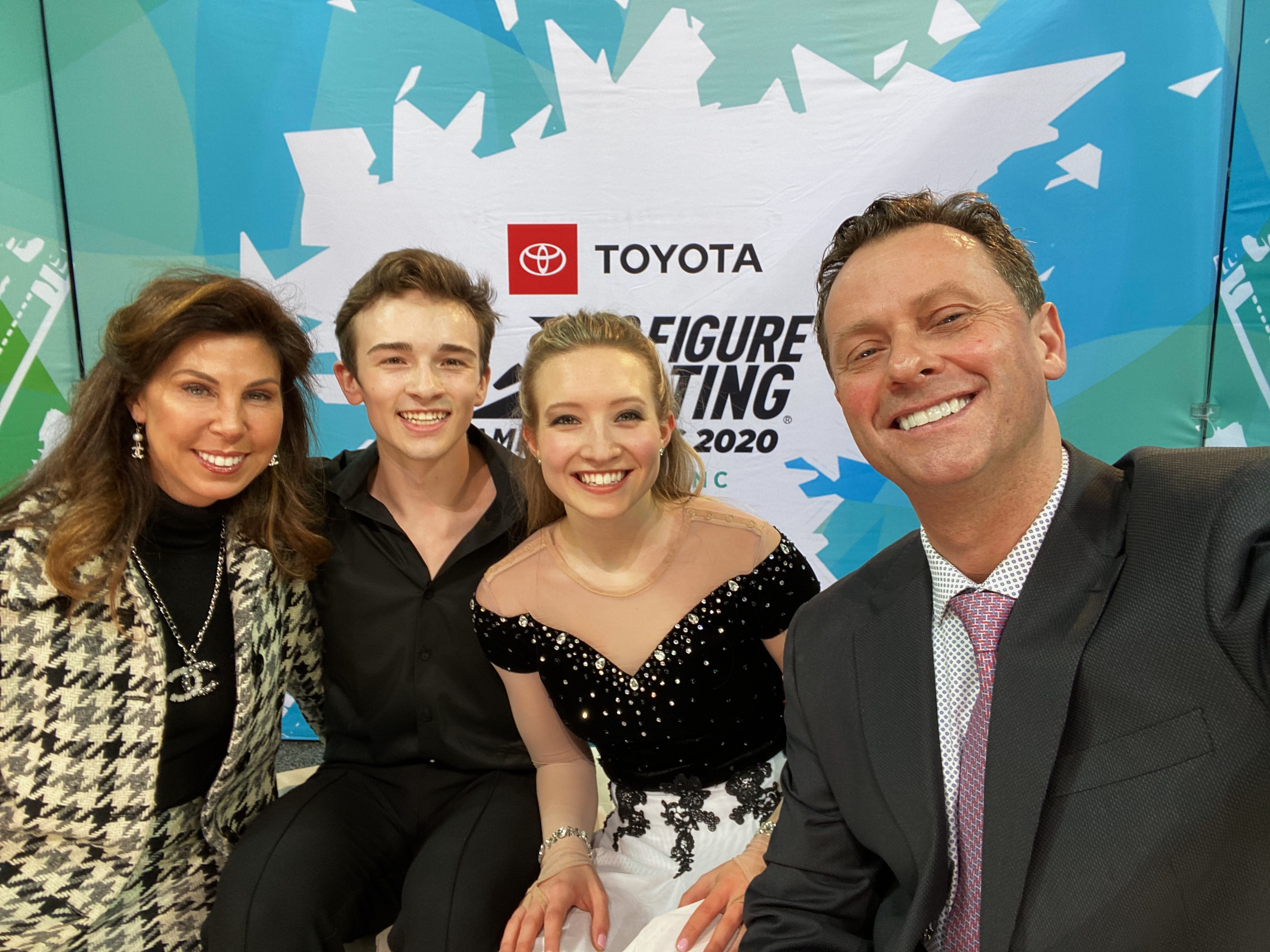
Пейт и Бай на своём первом чемпионате США

Логан начал встречаться с Эвой Пейт, которая на тот момент выступала в соло-танцах, в декабре 2018 года, а в июне 2019 года они решили встать в танцевальную пару. Их стали тренировать Игорь Шпильбанд, Паскуале Камерленго, Адриенн Ленда и Наталья Деллер в Нови.
Пейт и Бай дебютировали внутри страны на соревнованиях по секционным танцам Среднего Запада, где выиграли серебряную медаль. В ноябре 2019 года пара выиграла финал США по танцам на льду в Хайаннисе, штат Массачусетс. Эти результаты позволили им дебютировать на чемпионате США, где они заняли седьмое место.

### 2020/2021
Из-за пандемии COVID-19 возможности соревнований как внутри страны, так и за рубежом в сезоне 2020–21 были ограничены. Эве и Логану была дана возможность дебютировать на этапе Гран-при на Skate America в Лас-Вегасе, где в основном присутствовали американские фигуриста из-за ограничений на поездки. На этапе они заняли седьмое место.
В январе 2021 года пара выступила на чемпионате США, где вновь заняли седьмую позицию.

### 2021/2022: дебют на международных стартах
С возобновлением более нормального международного календаря Пейт и Бай дебютировали в сезоне на турнире в Лейк-Плэсиде, где заняли пятое место. Затем пара выступила на U.S. International Figure Skating Classic, где они заработали свою первую международную бронзовую медаль. Пейт сказала об этом событии: «Мы очень усердно тренировались каждый день и просто возможность быть здесь, чисто кататься заставляет меня по-настоящему гордиться нами». В ноябре американская пара дебютировала на турнире серии «Челленджер» Warsaw Cup, где Эва и Логан стали седьмыми.
На национальном чемпионате фигуристы стали восьмыми.

### 2022/2023: первые медали на «Челленджерах»
Эва и Логан начали свой сезон на международном турнире в Лейк-Плэсиде, где завоевали серебряную медаль. После этого им была дана возможность выступить на двух турнирах серии «Челленджер». Сначала они выиграли серебряную медаль на турнире U.S. International Figure Skating Classic, проходившем в Лейк-Плэсиде. На этом турнире они установили новые личные рекорды и Бай добавил, что «мы хотели показать то, чему тренировались, поэтому я думаю, что все прошло хорошо». Через две недели пара выиграла вторую серебряную медаль на Мемориале Ондрея Непелы. Американская пара получила шанс выступить на Гран-при во Франции. Пейт описала свою реакцию на эту новость: «Моя мама позвонила мне и сказала: «Ты едешь во Францию!» и я такая: «Это безумие!» Я была так взволнована.". В Анже, где проходил этот турнир, они заняли пятое место. В декабре Пейт и Бай выступили на «Челленджер» Загребе, где заработали лучший результат в сезоне в произвольной танце и заняли четвертое место.
Завершила свой сезон пара на чемпионате США, где они второй год подряд финишировали восьмыми.

### 2023/2024: победа на «Челленджере», топ-5 чемпионата США

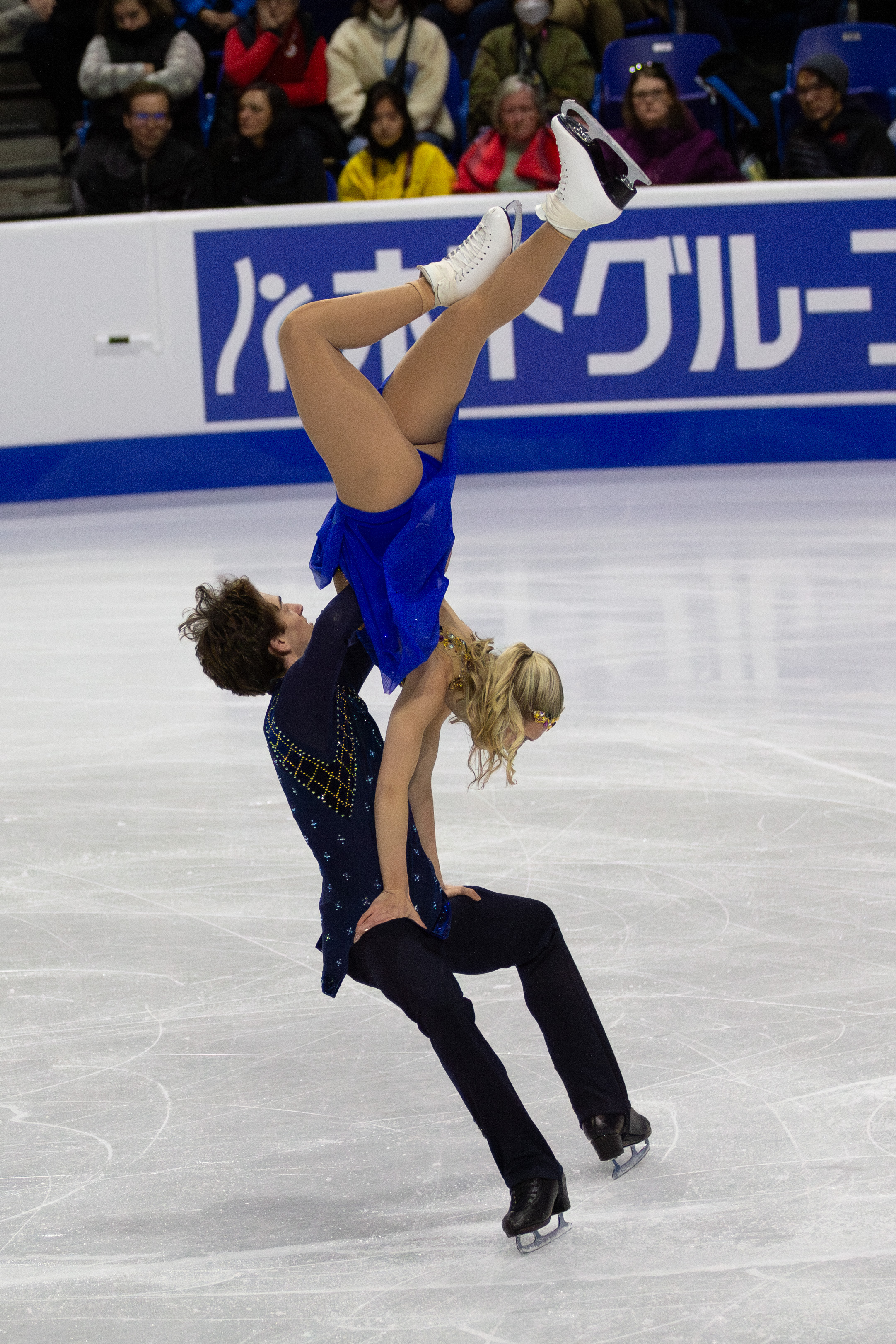
Эва и Логан делают поддержку на Skate Canada

Новый сезон Эва и Логан традиционно начали на турнире в Лейк-Плэсиде, где выиграли бронзовую медаль. В сентябре пара выступила на соревнованиях серии «Челленджер» Autumn Classic International, где впервые в карьере одержали победу на турнирах данной серии. Также они установили новые личные рекорды.
Затем американцы выступили на двух этапах Гран-при. В октябре они стали шестыми в Канаде, а через пару недель четвёртыми на Cup of China.
На национальном чемпионате Пейт и Бай впервые в карьере вошли в топ-5.

## Программы
(с Э. Пейт)
| Сезон     | Ритмический танец                                                                                            | Произвольный танец | Показательные выступления                                                                                         |
| --------- | --- | --- | --- |
| 2023/2024 | - My Prerogative Бобби Браун - Walk This Way Run-D.M.C., Aerosmith                                           | - Половецкие пляски Александр Бородин | Голодные игры: - The Hanging Tree Джеймс Ховард, feat. Дженнифер Лоуренс - Everybody Wants to Rule the World Лорд |
| 2022/2023 | - Самба: Beautiful Creatures Энди Гарсиа, Рита Морено - Румба: Fly Love Джейми Фокс - Самба: Real in Rio Рио | - Reel Around the Sun Riverdance Билл Уэлан | - Oops!… I Did It Again Бритни Спирс - Pop NSYNC - Bye Bye Bye NSYNC                                              |
| 2021/2022 | - Cry Me a River Джастин Тимберлейк - Bye Bye Bye NSYNC                                                      | Голодные игры: - The Hanging Tree Джеймс Ховард, feat. Дженнифер Лоуренс - Abraham's Daughter Arcade Fire - Everybody Wants to Rule the World Лорд | |
| 2020/2021 | - My Girl - I Want You Back – ABC – The Love You Save - Stop! In the Name of Love Motown: The Musical        | - Say Something A Great Big World, Кристина Агилера - Primavera Людовико Эйнауди                                                                   | |
| 2019/2020 | - Anything Goes в исполнении Нового Бродвейского Оркеста - It's De-Lovely Сара Воан                          | - Say Something A Great Big World, Кристина Агилера - Primavera Людовико Эйнауди                                                                   | |

## Спортивные достижения

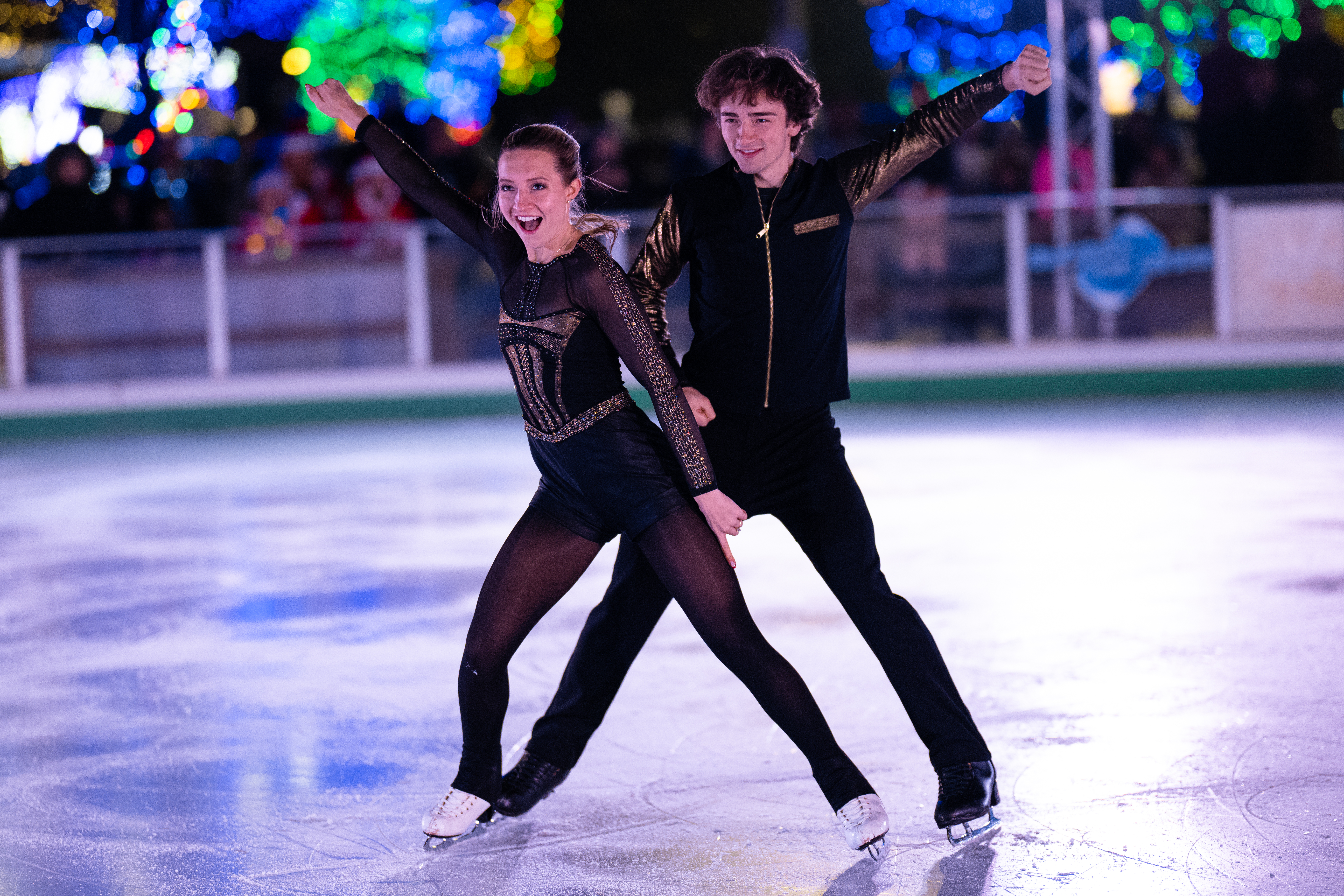
Эва и Логан на показательных выступлениях

(с Эвой Пейт)
| Соревнования                             | 19/20         | 20/21         | 21/22         | 22/23         | 23/24         |
| Международные                            | Международные | Международные | Международные | Международные | Международные |
| ---------------------------------------- | ------------- | ------------- | ------------- | ------------- | ------------- |
| Этапы Гран-при: Internationaux de France |               |               |               | 5             |               |
| Этапы Гран-при: Cup of China             |               |               |               |               | 4             |
| Этапы Гран-при: Skate Canada             |               |               |               |               | 6             |
| Этапы Гран-при: Skate America            |               | 7             |               |               |               |
| Челленджеры. Autumn Classic              |               |               |               |               | 1             |
| Челленджеры. Golden Spin of Zagreb       |               |               |               | 4             |               |
| Челленджеры. U.S. International Classic  |               |               | 3             | 2             |               |
| Челленджеры. Warsaw Cup                  |               |               | 7             |               |               |
| Челленджеры. Мемориал Ондрея Непелы      |               |               |               | 2             |               |
| Lake Placid Ice Dance                    |               |               | 5             | 2             | 3             |
| Национальные                             |               |               |               |               |               |
| Чемпионаты США                           | 7             | 7             | 8             | 8             | 5             |
| U.S. Ice Dance Final                     | 1             |               |               |               |               |

## Детальные результаты

### С Эвой Пэйт
| 2023/2024 сезон              |                                                |         |          |          |
| Дата                         | Событие                                        | РТ      | ПТ       | Общее    |
| 22–28 января 2024            | Чемпионат США 2024                             | 7 73,81 | 5 110,94 | 5 184,75 |
| 10–12 ноября 2023            | Cup of China 2023                              | 4 73,29 | 4 111,29 | 4 184,58 |
| 27–29 октября 2023           | Skate Canada 2023                              | 6 72,12 | 6 109,34 | 6 181,46 |
| 14–16 сентября 2023          | Autumn Classic International 2023              | 1 77,02 | 2 114,18 | 1 191,20 |
| 1–2 августа 2023             | Lake Placid Ice Dance International 2023       | 3 72,78 | 3 105,17 | 3 177,95 |
| 2022/2023 сезон              |                                                |         |          |          |
| Дата                         | Событие                                        | РТ      | ПТ       | Общее    |
| 23–29 января 2023            | Чемпионат США 2023                             | 7 75,52 | 9 107,09 | 8 182,61 |
| 7–10 декабря 2022            | Golden Spin of Zagreb 2022                     | 7 65,64 | 4 108,80 | 4 174,44 |
| 4–6 ноября 2022              | Grand Prix de France 2022                      | 5 69,46 | 6 104,57 | 5 174,03 |
| 29 сентября – 1 октября 2022 | Nepela Memorial 2022                           | 2 72,31 | 2 106,38 | 2 178,69 |
| 12–16 сентября 2022          | U.S. International Figure Skating Classic 2022 | 3 72,66 | 2 106,97 | 2 179,63 |
| 26–29 июля 2022              | Lake Placid Ice Dance International 2022       | 2 71,60 | 2 107,86 | 2 179,46 |
| 2021/2022 сезон              |                                                |         |          |          |
| Дата                         | Событие                                        | РТ      | ПТ       | Общее    |
| 3–9 января 2022              | Чемпионат США 2022                             | 8 73,06 | 8 107,66 | 8 180,72 |
| 17–20 ноября 2021            | Warsaw Cup 2021                                | 9 67,39 | 6 103,61 | 7 171,00 |
| 14–17 сентября 2021          | U.S. International Figure Skating Classic 2021 | 4 67,20 | 3 104,50 | 3 171,70 |
| 12–15 августа 2021           | Lake Placid Ice Dance International 2021       | 3 65,24 | 5 94,63  | 5 159,87 |
| 2020/2021 сезон              |                                                |         |          |          |
| Дата                         | Событие                                        | РТ      | ПТ       | Общее    |
| 11–21 января 2021            | Чемпионат США 2021                             | 7 64,37 | 7 90,56  | 7 154,93 |
| 23–24 октября 2020           | Skate America 2020                             | 7 59,61 | 7 91,79  | 7 151,40 |
| 2019/2020 сезон              |                                                |         |          |          |
| Дата                         | Событие                                        | РТ      | ПТ       | Общее    |
| 20–26 января 2020            | Чемпионат США 2020                             | 7 60,07 | 7 95,75  | 7 155,82 |
| 12–26 ноября 2019            | U.S. Ice Dance Final 2020                      | 1 62,84 | 1 99,93  | 1 162,77 |